# Carl Salm
Carl Salm (* 16. September 1888 in Köln; † 30. November 1938 ebenda) war ein deutscher Schriftsteller.

## Leben
Carl Salm war schwerbehindert; ihm fehlten beide Hände. Er bildete sich weitgehend autodidaktisch und wirkte als Journalist in Köln; zeitweise war er Chefredakteur der illustrierten Zeitschrift Kölner Leben. Daneben schrieb er Essays, vor allem aber Gedichte und gab neben einigen Anthologien von 1913 bis 1918 die Reihe Flugblätter rheinischer Dichtung sowie von 1917 bis 1919 Die westfälische Dichtung in Flugblättern heraus. Salm erhielt mehrere Stipendien der Kölner Johannes-Fastenrath-Stiftung.

## Werke
- Eifelwanderlieder nach bekannten Melodien, Köln 1906
- Frauenmut, Trier 1908
- Aus hohen Sommertagen, Cöln 1913
- Die frühen Stunden, Köln 1913
- Eine heiße Sehnsucht singt, Cöln 1914
- Kriegsgedichte, Cöln 1914
- Befreiung, M.Gladbach 1915
- Deutsches Hoffen, M.Gladbach 1915
- Über Sieg und Tod, M.Gladbach 1915
- Der Fliegerleutnant und die Gräfin St. Hilaire, Cöln 1916
- Geist der Tat, Weimar 1916
- Fülle des Lebens, Cöln 1917
- Du bist mein hohes Lied, Köln 1921
- Der neue Mensch, Köln 1922

## Herausgeberschaft
- Deutsche Kriegsflugblätter, Cöln
  - 1 (1914)
- Wilhelm Schneider-Clauß: Das Schneider-Clauß-Buch, Köln 1922
- Das Kabarettbuch, Köln a. Rh. 1923
- Vom Brett’l fürs Brett’l, Leipzig 1924
- Von Venus und Wein, Köln 1924